# فهرست شخصیت‌های تکن
در زیر فهرستی از شخصیت‌های سری بازی‌های مبارزه‌ای تکن گردهم آورده  شده‌اند.

درگیری بین خانواده میشیما به عنوان محور اصلی طرح بازی تکن است. از چپ به راست جین‌پاچی میشیما، هیهاچی میشیما، کازویا میشیما و جین کازاما دیده می‌شود.

## شخصیت‌های تکن ۱

هیهاچی میشیما در اولین حضورش در تکن ۱

### آرمور کینگ
آرمور کینگ مربی کینگ در تکن است. بسیاری اوقات آرمور کینگ و کینگ، با هم رقیب بودند ولی در نهایت، آن‌ها دوستان بسیار نزدیک شدند. آرمور کینگ بعدها توسط کریگ ماردوک کشته شد، اما یک شخص ناشناس به جای او وارد این سری شده‌است. بعدها آشکار شد او برادر کوچکتر اولین آرمور کینگ است که برای گرفتن انتقام از او وارد مسابقات مشت آهنین شده‌است. آرمور کینگ هم مانند کینگ، با صدای رسا صحبت نمی‌کند و مانند پلنگ خالدار آمریکایی (جاگوار)، غرغر می‌کند. با این حال حرف‌های هیچ‌یک از آرمور کینگ‌ها، ترجمه نشده‌است.

### آنا ویلیامز
او خواهر  نینا ویلیامز است که برای رقابت با خواهرش وارد تورنومنت تکن شده چون خواهرش اون رو مقصر مرگ پدرش می‌داند و با هم دشمنی دارند.

### کازویا میشیما/دویل
نوشتار اصلی: کازویا میشیما

### کوما
کوما (به ژاپنی: クマ) به معنی خرس، حیوان خانگی هیهاچی میشیما است. همانند کینگ، دو شخصیت با نام کوما در سری تکن حضور دارند و یکی از آن‌ها همیشه در قسمت‌های تکن حضور داشته‌اند. سبک مبارزه کوما هنرهای رزمی به سبک میشیما است. اولین کوما به عنوان محافظ صاحب خود به شمار می‌رفت. در اولین و دومین سری تکن، کوما با هدف شکست دادن پائول فینکس وارد این مسابقات می‌شود اما در هر دو دوره از او شکست می‌خورد و پس از آن ناپدید می‌شود و یک توله خرس کوچک را به جا می‌زارد.
دومین کوما که پسر کومای اصلی به شمار می‌رود برای انتقام شکست پدرش وارد سومین مسابقات مشت آهنین می‌شود.

### کونیمیتسو
کونیمیتسو (به ژاپنی: 州光) یکی از اعضای قبلی قبیلهٔ مانجی که توسط یوشیمیتسو رهبری می‌شد. کمی پس از پیوستن، او روش مبارزه در خفا، چاقو و سبک مانجی نینجیتسو را فرا گرفت.

### گانریو
گانریو (به ژاپنی: 巌竜 Ganryū) یک سوموکار مشهور ژاپنی که از حلقه این مسابقات ممنوع شده بود. او جوانترین مبارزی بود که به مقام اوزکی دست پیدا کرده بود.

### میشل چان
میشل چانگ (به ژاپنی: ミシェール・チャン Mishēru Chan) یک زن جوان که ترکیبی از نژاد چینی و سرخ‌پوست داشت و دارای گردنبندی سحرآمیز با قابلیت کنترل شیاطین و ارواح قدرتمند بود. او بعدها جولیا چانگ را به فرزند خواندگی می‌پذیرد.

### وانگ جینری
وانگ جینری (به ژاپنی: 王 椋雷(ワン・ジンレイ) Wan Jinrei) دوست و همراه قدیمی جینپاچی میشیما است. او همچنین پدر بزرگ شیائو است

### هیهاچی میشیما
نوشتار اصلی: هیهاچی میشیما

## شخصیت‌های معرفی شده در تکن ۲

### انجل
انجل (به ژاپنی: エンゼル Enjeru) یک موجود خارق‌العاده که نقطه مقابل شیطان است و او دارای جنسیتی مؤنث است و به عنوان نماد خوبی‌هایی است که هنوز در کازویا میشیما، پس از آنکه وجود او توسط دویل تسخیر شد، باقی مانده است.

### الکس
الکس (به ژاپنی: アレックス Arekkusu) یک شخصیت ساختگی در مجموعه بازی‌های مبارزه‌ای تکن است که برای نخستین بار در تکن ۲ معرفی شد. الکس یک شخصیت آرامه خنده‌دار است. او از کلون فسیلی دونده‌خزندگان است. الکس یک دایناسور اصلاح شدهٔ ژنتیکی است که توسط دکتر بوسکونوویچ و به دستور کازویا برای اهداف نظامی ایجاد شده‌است. این شخصیت در تکن ۲ به‌عنوان لباس دوم راجر نمایش داده می‌شود. این شخصیت در تکن ۲، تکن تگ تورنومنت، تکن تگ تورنومنت ۲ و تکن موبایل ایفا شده‌است. آخرین ظهور الکس در تکن موبایل بوده‌است و در آن بازی نشان می‌دهد که الکس در بازی، راجر نیست.

### پک تو سان
پک تو سان (به ژاپنی: 白頭山(ペク・トー・サン) Peku Tō San) یک تکواندو کار کره‌ای که برای اولین بار در تکن ۲ ظاهر می‌شود.

### جون کازاما
نوشتار اصلی: جون کازاما
او مادر جین کازاما، همسر کازویا میشیما و خاله آسوکا کازاما بود.

### راجر
یک کانگورو بوکسور است که در تکن ۵ پسر اش راجر جونیور به جای او ایفای نقش میکند

### لی وولانگ
ری وولانگ (به ژاپنی レイ・ウーロン به چینی 雷 武龍) ری یکی از بهترین افسران نیروی پلیس هنگ کنگ بود که در مأموریت‌های بیشماری موفق شده بود و از این رو جایگاهی ویژه‌ای در پلیس هنگ کنگ میان همکارانش دارا بود. لی درزمینه هنرهای رزمی مبارزی قابل قبول بود. کاراکتر او اقتباسی از جکی چان ستاره فیلم‌های اکشن ساخته شده و از این رو، لی یک شخصیت کمدی اکشن است.

## شخصیت‌های جدید تکن ۳

### ادی گوردو
نوشتار اصلی: ادی گوردو
یک مبارز برجسته به سبک کاپوئرا است.

### اوگر
نوشتار اصلی: اوگر

### بریان فیوری
برایان فیوری (به ژاپنی: ブライアン・フューリー Buraian Fyūrī) یک سرباز بی‌رحم و تشنه به قدرت که توسط افراد مسلح در تیراندازی واقع در هنگ‌کنگ کشته می‌شود. جسد او برای آزمایش و تحقیقات علمی در اختیار دکتر آبل قرار گرفت. برایان توسط دکتر آبل تبدیل به یک سرباز سایبورگ شده و به زندگی بازمی‌گردد.

### پاندا
یک خرس پاندا که سرپرستش لینگ شیائو است و لباس دوم کوماست

### تایگر جکسون
لباس سوم ادی گوردو که قابلیت هایش دقیقا مانند ادی گوردو است

### ترواوگر
نوشتار اصلی: ترواوگر

### جولیا چانگ
فرزند خوانده میشل چان و جایگزین او از تکن ۳ به بعد است

### فورست لا
نوشتار اصلی: فورست لا

### گون
نوشتار اصلی: گون

### لینگ شائویو
نوشتار اصلی: لینگ شائویو

### موکوجین
نوشتار اصلی: موکوجین

### هوارانگ
نوشتار اصلی: هائورانگ'
هائورانگ پسری تکواندو کار است و بهترین شاگرد استاد خود پک تو سان است. 
زمانی که استادش به دست اُوگِر به کما فرستاده می‌شود، هائورانگ فکر می‌کند او مرده است. خانواده میشیما به شهر هائورانگ میآیند هائورانگ هم با جین کازاما مبارزه میکند و به او می‌بازد و برای انتقام از جین کازاما وارد تورنومنت می‌شود.

## شخصیت‌های جدید تکن تگ تورنومنت

### ناشناخته
نوشتار اصلی: ناشناخته (تکن)

## شخصیت‌های جدید تکن ۴

### کامبات
نوشتار اصلی:کامبات

### میهارو هیرانو
میهارو هیرانو (به ژاپنی: 平野 美晴 Hirano Miharu) بهترین دوست لینگ شائویو و دانش‌آموز رشته پلی‌تکنیک میشیما است. او برای اولین بار در نسخه تکن ۴ و در قالب شخصیت لینگ شائویو ظاهر می‌شود.

## شخصیت‌های جدید تکن ۵ و تکن ۵: رستاخیز تاریک

### آسوکا کازاما
آسوکا کازاما (به انگلیسی: Asuka Kazama) (به ژاپنی: 风 间 飞鸟) یکی از شخصیت‌های بازی رایانه‌ای تکن که برای اولین بار در تکن ۵ معرفی شده‌است. او عمدتاً به خاطر پسرخاله ی قهرمانش جین کازاما در تکن شناخته شده‌است. نامکو قبل از انتشار بازی تکن ۵، با این تبلیغ که ۳ شخصیت جدید به این بازی اضافه شده‌اند، طرفداران زیادی جمع کرد تا این که تکن ۵ را در سال ۲۰۰۴ منتشر کرد. بلافاصله پس از انتشار بازی، حدس و گمان‌ها دربارهٔ نقش آسوکا در داستان و رابطهٔ او با جین کازاما گسترش یافت. آسوکا پس از این که فهمید فنگ، پدرش را به بیمارستان فرستاده است، برای مبارزه با فنگ وارد تکن ۵ شد اما نتوانست او را پیدا کند.

### جین‌پاچی میشیما
پدر هیهاچی میشیما که با ژن شیطان زنده شده‌است.

### دویل جین
نوشتار اصلی: دویل جین

### سرگئی دراگانوف
سرگی دراگانوف (به انگلیسی: sergei dragunov) سرداری روسی است که برای دستگیری جین کازاما برای آزمایشی خطرناک به این تورنومنت آمد. وی از تکن ۵: رستاخیز تاریک حضور داشته است.
تجهیزات جدیدی به ارتش روسیه تحویل داده می‌شود که از ژن شیطانی یک موجود دیگر بسازد. یک ماه بعد از این رویداد جنگی روی می‌دهد. روسیه این جنگ را می‌برد. مقامات به مأموریت موجود شیطانی بر می‌گردند. سرگئی دراگانوف را برای دستگیری جین کازاما می‌فرستند. در این راه او به تورنومنت مشت آهنی می‌رود و در راه با ریون مبارزه می‌کند و او را شکست می‌دهد. سرانجام او جین کازاما را به شکل دویل جین دستگیر می‌کند. او در تکن ۶ آزازل را شکست می‌دهد و در حین حمل آزازل ریون گوی انرژی آزازل را می‌دزدد ولی دراگانوف هواپیمای ریون را در هنگام فرار منفجر می‌کند.

### فنگ وی
فنگ وی همیشه از نوشته روی طومار God Fist پیروی می‌کرد. اینکه تمام استادان رزمی را شکست بده و سبک آن‌ها را تسخیر کن. از این‌رو بهترین مبارز می‌تواند به Dragon God تبدیل شود. برای مبارزه با استادهایی با سبک‌های مختلف، فنگ به زمین تمرین دوران کودکی خود بازگشت و مشغول به تمرین کردن شد. در یکی از روزهای تمرین، یک مرد مبارز در زمین تمرین وی ظاهر و قدرت خود را به رخ کشید. در ادامه زمانی که تمایل خود برای مبارزه کردن را به فنگ نشان داد، فنگ چالش وی را برای مبارزه کردن قبول کرد

## شخصیت‌های جدید تکن ۶

### ریون
ریون یک جنگجو به سبک نینجتسو است.

### دویل جین
او حالت شیطانی جین کازاما است که سعی دارد حالت شیطانی اش را از بین ببرد

### ازازل
وی همان ابلیس(شیطان اصلی که منشا ژن شیطانی است میباشد)است او غول آخر بازی تیکن ۶ میباشد 

### باب
او شخص قدرتمند و با طرفداری بود ولی به علت وزن کم نقطه ضعف هایی داشت که با بالا بردن وزن خود آنها را  از بین برد و از وضعیتش راضی است.

## شخصیت‌های جدید تکن تگ تورنومنت ۲

### جیسی
جیسی در واقع همان جولیا چانگ است، فقط با هویت جدیدی در تکن تگ تورنومنت ۲ ظاهر شده‌است.

## شخصیت‌های جدید تکن رولوشن

### الیزا
یک خون‌آشام نامیرا 

## شخصیت‌های جدید تکن ۷

### آکوما
استاد تاریکی ساتسو نو هادو از سری بازی‌های استریت فایتر شرکت کپ‌کام که به عنوان مهمان در این نسخه است. او به خاطر نجات دادن جانش توسط کازومی میشیما خود را مدیون او می‌داند و می‌خواهد به قول خودش که به کازومی داده عمل کند و کازویا و هییاچی را بکشد.

### کلودیو سرافینو
مردی سفید پوش ایتالیایی است که یکی از اعضای سازمان مقابله با شیاطین و تهدید ژن شیطانی محسوب می‌شود.

### جوسی ریزال
یک دختر جوان فیلیپینی که به سبک اسکریما و کیک‌بوکسینگ مبارزه می‌کند.

### الگو:گیگاس
یک موجود انسان‌نما با رنگ پوست قرمز که تجهیزات رشته‌ای شکل فلزی در پشت خود حمل می‌کند.

### کاتارینا آلوس
زنی اهل آمریکای لاتین که به سبک ساواته مبارزه می‌کند.

### کازومی میشیما
او همسر هیهاچی میشیما و مادر کازویا است که به عنوان غول آخر در تکن ۷ به‌شمار می‌رود.
او به همراه ببر سفید خود حمله می کند و سرعت فوق العاده ای دارد...

### لاکی کلویی
هنرپیشه‌ای که لباسی با مضمون بچه گربه به تن دارد و از سبک مبارزهٔ رقص بریک یا آزاد استفاده می‌کند، و به نظر با لارس یک نسبت دارد‌.

### شاهین
شاهین فردی آرام، احساسی، متواضع، عدالت طلب و بخشنده است و معتقدست که انتقام جواب نمی‌دهد، حتی افرادی مانند کازویا شیطانی سزاوار یک شانس دوم هستند.

### کونیمیتسو ۲
یک کونوایچی سارق و کونای به دست و دختر کونیمیتسو اصلی از نسخه‌های تکن و تکن ۲ است که لباس و کینهٔ مادرش نسبت به یوشیمیتسو را به ارث برده‌است.

### فاکومرام
مردی بلند قد، قوی و عضلانی اهل تایلند است. او قهرمان افسانه‌ای موای تای است.

### لیدیا سابیسکا
زنی جوان که نخست‌وزیر کشور لهستان است و بخاطر مردمش وارد تورنمونت تکن شده‌است. سبک مبارزه او کاراته است.